# (33102) 1997 YJ11
1997 YJ11 (asteroide 33102) é um asteroide da cintura principal. Possui uma excentricidade de 0.15267390 e uma inclinação de 3.80337º.
Este asteroide foi descoberto no dia 22 de dezembro de 1997 por Beijing Schmidt CCD Asteroid Program em Xinglong.